# Liste der Baudenkmäler in Langenberg (Kreis Gütersloh)
Die Liste der Baudenkmäler in Langenberg (Kreis Gütersloh) enthält die denkmalgeschützten Bauwerke auf dem Gebiet der Gemeinde Langenberg im Kreis Gütersloh in Nordrhein-Westfalen (Stand: Mai 2019). Diese Baudenkmäler sind in der Denkmalliste der Gemeinde Langenberg eingetragen; Grundlage für die Aufnahme ist das Denkmalschutzgesetz Nordrhein-Westfalen (DSchG NRW).

| Bild                                 | Bezeichnung                                          | Lage                                           | Beschreibung | Bauzeit | Eingetragen seit | Denkmal- nummer |
| ------------------------------------ | ---------------------------------------------------- | ---------------------------------------------- | ------------ | ------- | ---------------- | --------------- |
| BW                                   | Hofhaus                                              | Langenberg Ackfelder Straße 81 Karte           |              |         |                  | 1               |
| BW                                   | Hofkreuz                                             | Benteler Bergstraße 30 Karte                   |              |         |                  | 2               |
| BW                                   | Kötterhaus                                           | Langenberg Bokeler Straße 15 Karte             |              |         |                  | 3               |
| BW                                   | Alte Lippentrupper Schule                            | Langenberg Fortbachstraße 22 Karte             |              |         |                  | 4               |
| Bildstock mit Pieta-Relief           | Bildstock mit Pieta-Relief                           | Benteler Graftstraße 2 Karte                   |              |         |                  | 5               |
| Fassade eines Hofhauses und Speicher | Fassade eines Hofhauses und Speicher                 | Benteler Graftstraße 4 Karte                   |              |         |                  | 6               |
| BW                                   | Hofhaus                                              | Benteler Graftstraße 6 Karte                   |              |         |                  | 7               |
| weitere Bilder                       | Hofkreuz                                             | Langenberg Hauptstraße 40 Karte                |              |         |                  | 8               |
| Ehemalige Vogtei                     | Ehemalige Vogtei                                     | Langenberg Hauptstraße 59 Karte                |              |         |                  | 9               |
| BW                                   | Kötterhaus                                           | Langenberg Höchtestraße 6 Karte                |              |         |                  | 10              |
| Grenzstein (Dreieckstein)            | Grenzstein (Dreieckstein)                            | Benteler an der Holzheide Schlingfeldweg Karte |              | 1774    |                  | 11              |
| weitere Bilder                       | Gut Geissel                                          | Langenberg Jagdweg 215 Karte                   |              |         |                  | 12              |
| BW                                   | Grenzstein                                           | Langenberg Jagdweg 215 Karte                   |              | 1774    |                  | 13              |
| weitere Bilder                       | Kath. Pfarrkirche St. Lambertus und Laurentius       | Langenberg Kirchplatz 10 Karte                 |              |         |                  | 14              |
| Gasthaus „Zur Linde“                 | Gasthaus „Zur Linde“                                 | Langenberg Kirchplatz 8 Karte                  |              |         |                  | 15              |
|                                      | Skulptur „Christus als guter Hirte“                  | Langenberg Kirchplatz 10                       |              |         |                  | 16              |
| weitere Bilder                       | Kriegerehrenmal Benteler                             | Benteler Liesborner Straße Karte               |              |         |                  | 17              |
| weitere Bilder                       | Kath. Pfarrkirche St. Antonius Benteler              | Benteler Liesborner Straße Karte               |              |         |                  | 18              |
| BW                                   | Grenzstein am Sandgraben                             | Benteler Mastholter Straße Karte               |              |         |                  | 19              |
| weitere Bilder                       | Sandsteinsockel der Nepomuk-Statue                   | Langenberg Mühlenstraße Karte                  |              | 1931    |                  | 20              |
| BW                                   | Hofhaus                                              | Langenberg Im Strohdach 9 Karte                |              |         |                  | 21              |
| BW                                   | Speicher                                             | Langenberg Im Strohdach 9 Karte                |              |         |                  | 22              |
| BW                                   | Grenzstein                                           | Langenberg Münkselfeld 3 Karte                 |              | 1774    |                  | 23              |
| Hochkreuz auf dem Kath. Friedhof     | Hochkreuz auf dem Kath. Friedhof                     | Benteler Münsterlandstraße 4 Karte             |              |         |                  | 24              |
| Wirtschaftsteil eines Hofhauses      | Wirtschaftsteil eines Hofhauses                      | Langenberg Pastorskamp 1 Karte                 |              | 1791    |                  | 25              |
| Grenzstein                           | Grenzstein                                           | Langenberg Rietberger Straße 156 Karte         |              | 1774    |                  | 26              |
| Bildstock                            | Bildstock                                            | Benteler Vornholzstraße 17 Karte               |              | 1705    |                  | 27              |
| BW                                   | Kötterhaus mit Stallanbau                            | Langenberg Wiedenbrücker Straße 42 Karte       |              |         |                  | 28              |
| BW                                   | Hofhaus                                              | Benteler Wiesenweg 2 Karte                     |              |         |                  | 29              |
| BW                                   | Ev. Friedenskirche Lgb (kleinere der beiden Glocken) | Langenberg Wadersloher Straße 35 Karte         |              |         |                  | 30              |